# Marion Rothhaar
Marion Rothhaar (* 18. Dezember 1972 in Zweibrücken) ist eine ehemalige deutsche rhythmische Sportgymnastin. Sie ist viermalige Deutsche Meisterin und nahm 1988 an den Olympischen Spielen teil. Seit 2008 arbeitet sie europaweit als freie Regisseurin und Dramaturgin.

## Sportliche Karriere
Rothhaar startete 1981 ihre Sportlaufbahn. Später wechselte sie nach Bochum und trainierte am Olympiastützpunkt Westfalen. 1987 wurde sie vierfache Deutsche Meisterin. Sie besiegte viermal die bis dato führende Sportgymnastin Regina Weber und löste sie an der deutsche Spitze ab. 1988 startete sie, zusammen mit Diana Schmiemann, bei den Olympischen Spielen in Seoul und belegte im Einzel den 19. Platz in der Gesamtwertung. Sie nahm in diesen Jahren an Europa- und Weltmeisterschaften teil. 1992 beendete sie ihre sportliche Laufbahn. In Interviews mit der Zeitung "Luxemburger Wort" und anderen Medien berichtete sie von den Schattenseiten des Sports. Damals hätte sie mithilfe der Kunst ein Trauma des Sports aufarbeiten müssen.

## Privatleben/Beruf
Rothhaar wuchs in Maßweiler auf. Wegen des Sports zog sie nach Bochum um und trainierte am Olympiastützpunkt Westfalen in Bochum-Wattenscheid. Hier absolvierte sie ihr Abitur an der Märkischen Schule. Rothhaar studierte ab 1992 Germanistik und Linguistik, Theater-, Film- und Fernsehwirtschaft an der Ruhr-Universität Bochum. Sie beendete das Studium mit dem Abschluss Magister Artium. In der Folge ergänzte sie diese Ausbildung mit einem Studium als Teaching Artist an der Hochschule der Künste Bern von 2016 bis 2018. In der Kulturfabrik in Esch an der Alzette bekam sie ihre erste Regieassistenz. Sie reist viel zwischen Luxemburg und Biel in der Schweiz, wo sie mit ihrer Familie lebt. Nach Aufführungen bei Maskenada/Neimenster in Luxemburg mit dem Stück "Körper am Ende der Welt" wurde sie 2024 auf das "Festival Off Avignon" eingeladen und konnte dort ihr Stück einem größeren Publikum vorführen.